# Moss (Norvégia)
Moss kikötőváros és község Norvégia délkeleti Østlandet földrajzi régiójában, Østfold megyében.

## Földrajz
Területe 63 km², népessége 29 073 (2008. január 1.).
A község többi része a várostól keletre fekszik, mint a Vansjø-tavi Dillingøy. A város egyes részei a Jeløy-félszigeten helyezkednek el. Moss Vestby Municipality, Våler Municipality, Rygge, Råde Municipality és Asker községekkel határos.

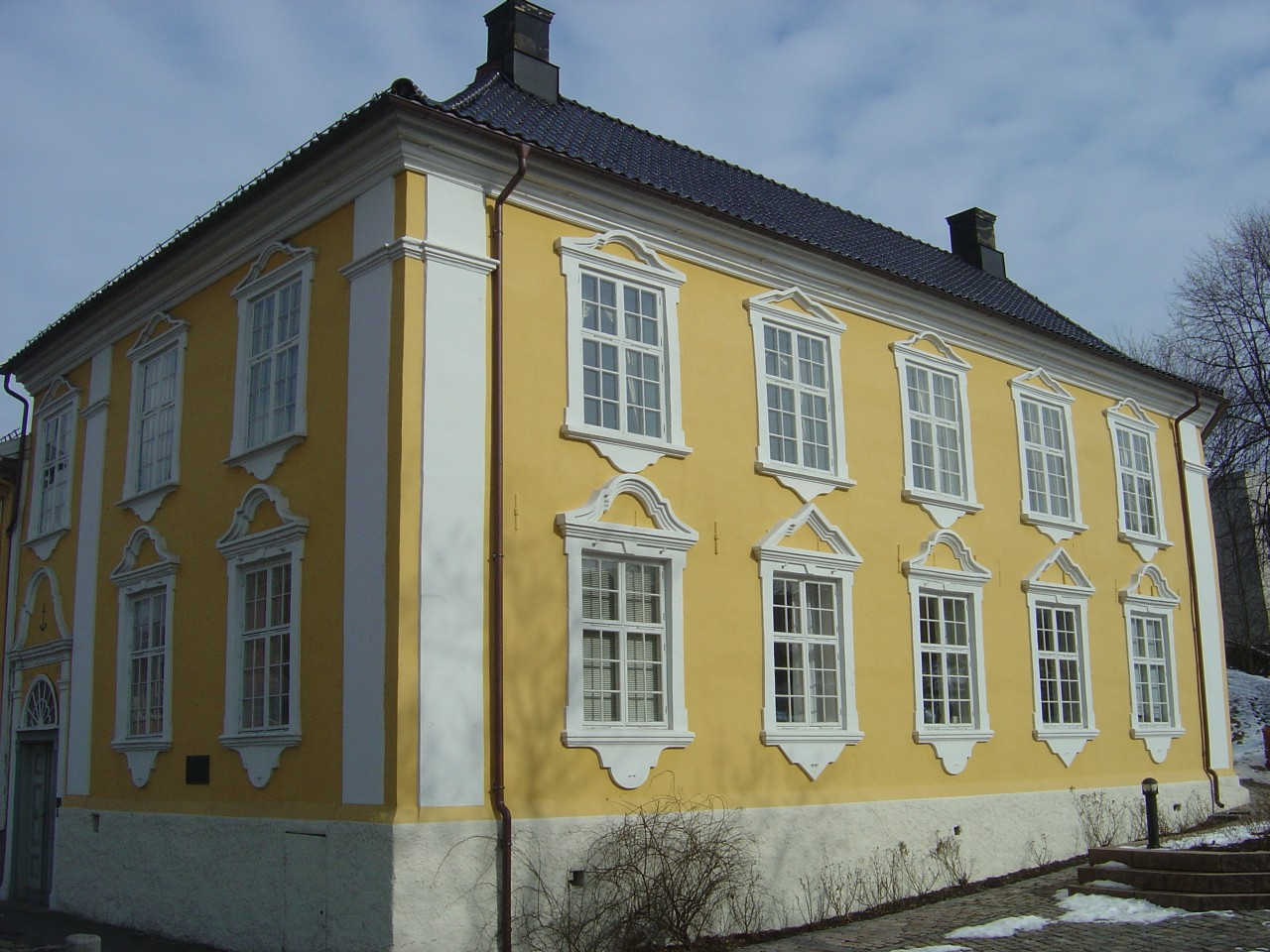
A Mossi Vasmű épülete, ahol 1814-ben aláírták a Dánia–Norvégia történetének véget vető Mossi Konvenciót, amely egyben lezárta a norvég függetlenségi háborút is.

## Történelem
A Værne kloster birtokon egy Szent János-kolostor maradványai találhatók, amely valószínűleg a 12. századból származik. A középkorban malmok és szalinák működtek itt. A faipar jelentősége a 16. században nőtt meg. A Moss Jernverk vasgyár 1704-ben kezdte meg működését. 1720-ban Moss Kjøpstad lett, és így kereskedelmi kiváltságokat kapott.
Moss községet 1838. január 1-jén hozták létre (lásd: formannskapsdistrikt).
1943. január 1-jén beleolvasztották Jeløy községet.
Itt írták alá 1814. augusztus 14-én a függetlenségéért harcoló Norvégia és Svédország közti rövid háborút lezáró Mossi Konvenciót, amelynek következményeképp létrejött a svéd-norvég unió.
A vasmű 1876-ban szűnt meg.

## Nevezetességei

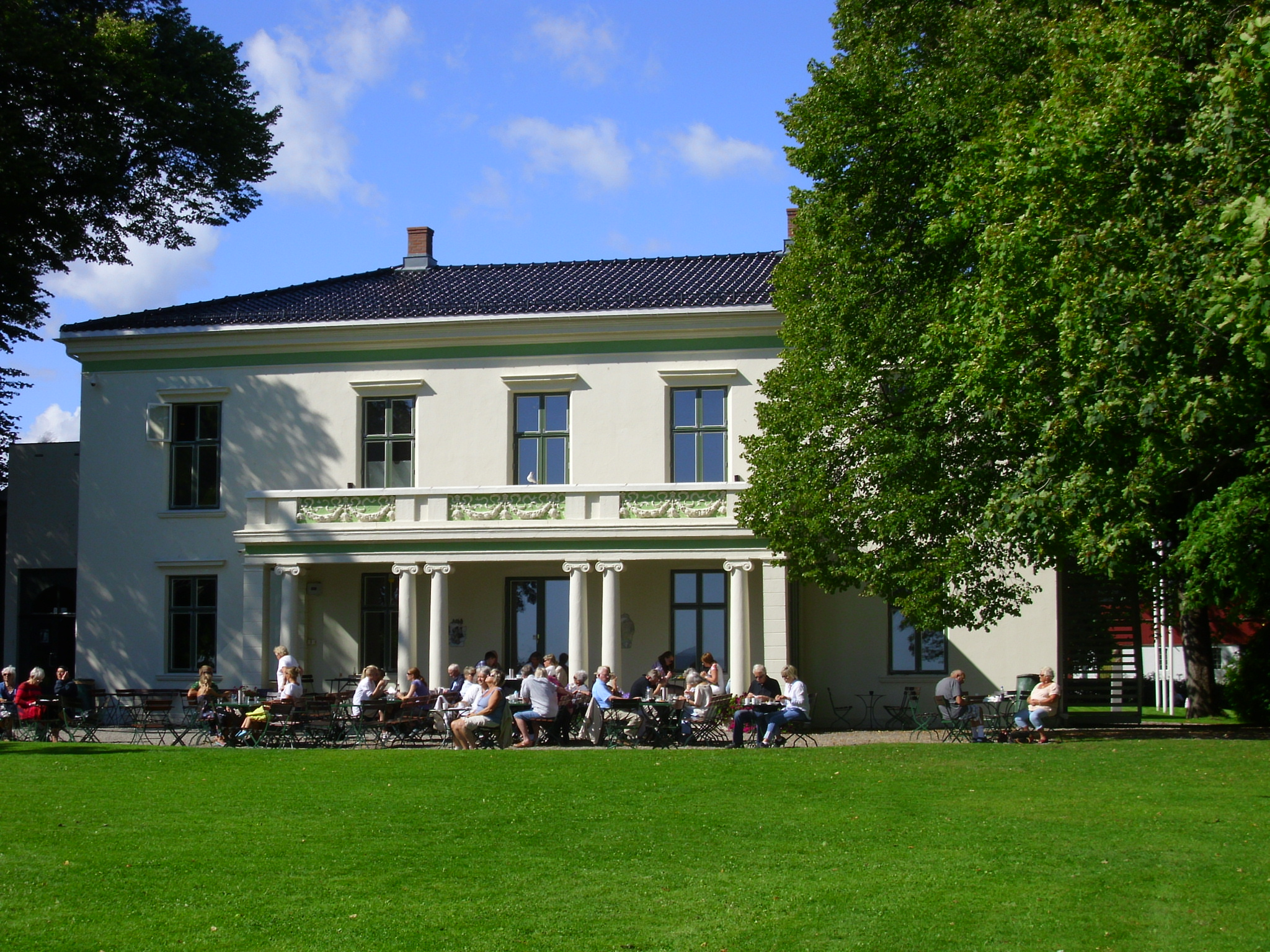
Galleri F15

- Az Ipari és Városi Múzeum (Moss by- og industrimuseum) a Mossefossen vízesésnél mutatja be az ipar-, építészeti és várostörténetet a malom-, üveg- és papíripar számos részletével.[7]
- Az 1939-ben épült Parkszínház (Parkteatret) a város legnagyobb kulturális intézménye a maga 3 színpadával.
- A Jeløy szigetén található Galleri F 15 egy művészeti galéria, ahol kortárs művészeti kiállításokat rendeznek..[8]
- A Jeløyben található Torderød Gård az 1760-ban épült kastéllyal együtt a régió egyetlen barokk kertjével rendelkezik.
- A Refsnes Gods a Jeløy-n található, a 18. században épült rokokó stílusú főépületből és a kor szigorú geometrikus stílusában épült parkból áll. Ma egy magas színvonalú szállodának ad otthont, amelyben kortárs norvég művészek festményei, valamint Edvard Munch és Andy Warhol alkotásai találhatók.
- Røed Gård Jeløyben egy épületegyüttes, amely egy kastélyt, különböző műhelyeket és kézműves és képzőművészeti galériákat foglal magába. A 300 éves parkban koncerteket és más kulturális rendezvényeket tartanak.
- A „Norwegian Lady”, a mossi kikötő bejáratánál álló emlékmű, amely a mossi hajó elsüllyedésének állít emléket Virginia Beachnél, az Egyesült Államokban. Virginia Beachen van egy ugyanilyen testvéremlékmű.[9]

## Sport
A Moss FK (Moss Fotballklubb) labdarúgóklub székhelye Moss.

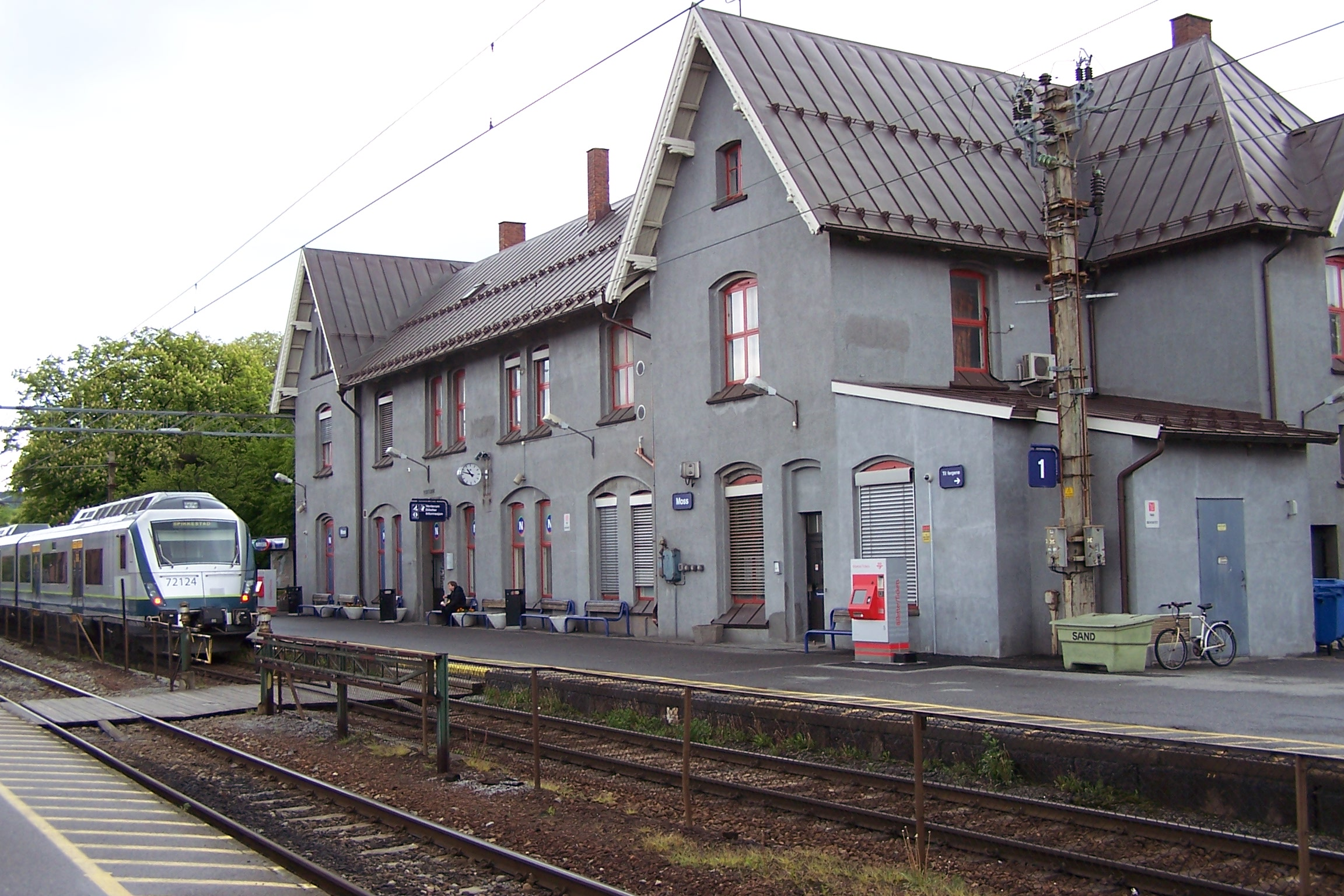
Vasútállomás

## Népesség
| Lakosok száma | 32 182 | 49 273 | 49 668 | 50 290 | 51 240 |
|               | 2016   | 2020   | 2021   | 2022   | 2023   |

## Híres emberek
- Per Schwenzen (1899–1984), forgatókönyvíró, író és műfordító
- Eilert Bøhm (1900–1982), olimpiai ezüstérmes tornász (1900–1982)
- Jon Michelet (1944–2018), író
- Else Bugge Fougner (1944–), politikus és jogász
- Jan Einar Aas (1955–), labdarúgó
- Rune Tangen (1964–), labdarúgó
- Agnete Carlsen (1971–), labdarúgó
- Tage Pettersen (1972–), politikus
- Christine Colombo Nilsen (1982–), labdarúgó
- Tina Bru (1986–), politikus
- Tobias Heintz (1998–), labdarúgó